# Oligocodon cunliffeae
Oligocodon cunliffeae är en måreväxtart som först beskrevs av Herbert Fuller Wernham, och fick sitt nu gällande namn av Ronald William John Keay. Oligocodon cunliffeae ingår i släktet Oligocodon och familjen måreväxter. Inga underarter finns listade i Catalogue of Life.